# Brackvattensräka
Brackvattensräka (Palaemonetes varians) är en kräftdjursart som först beskrevs av Leach 1814.  Brackvattensräka ingår i släktet Palaemonetes och familjen Palaemonidae. Enligt den svenska rödlistan är arten sårbar i Sverige. Arten förekommer i Götaland. Artens livsmiljö är våtmarker, brackvattenmiljöer, havet, sjöar och vattendrag. Inga underarter finns listade i Catalogue of Life.

## Bildgalleri

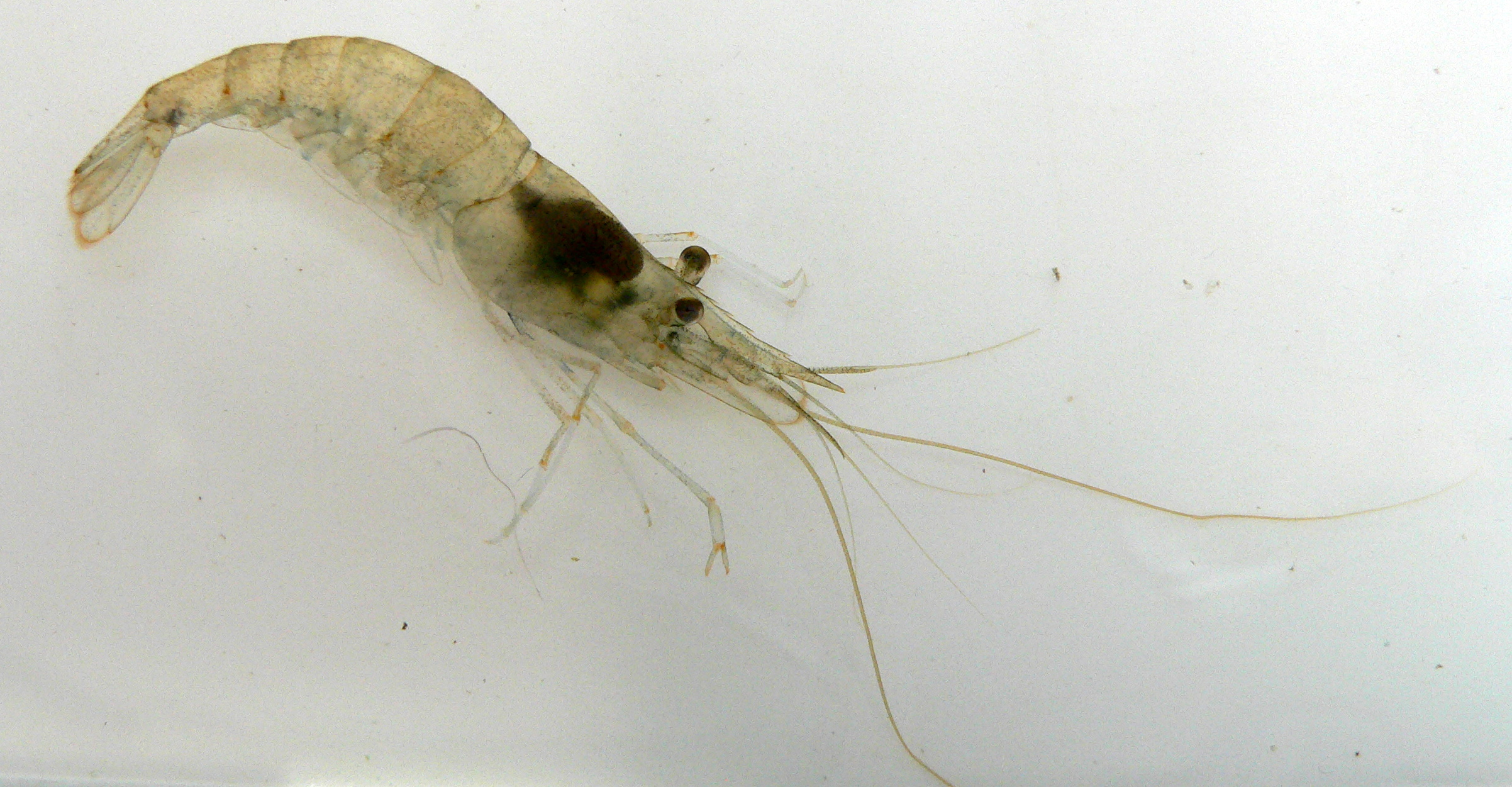
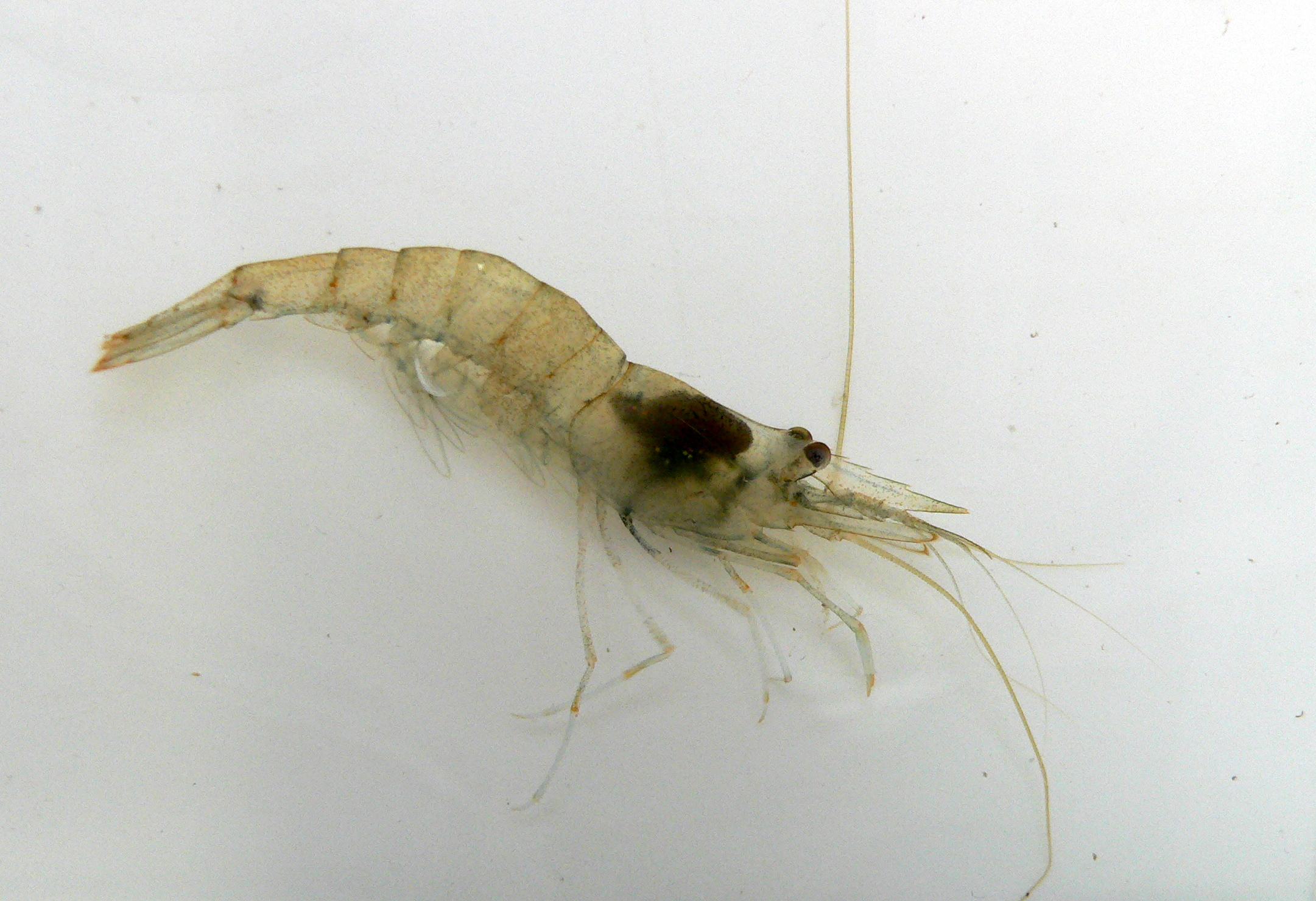
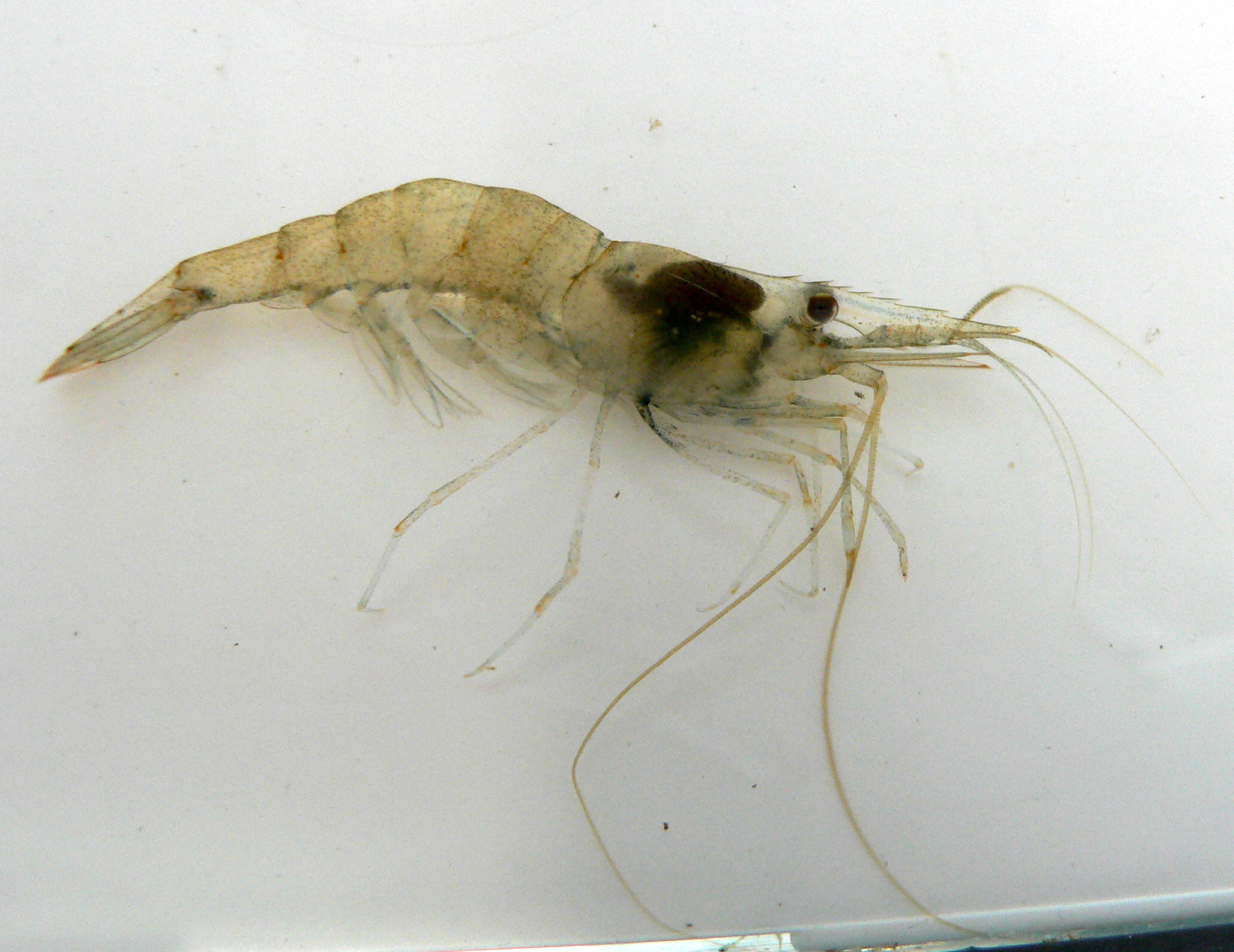